# Zygmunt Nagórski (1884–1973)
Zygmunt Nagórski (ur. 2 czerwca 1884 w Warszawie, zm. 20 stycznia 1973 w Ossining) – polski i amerykański prawnik i adwokat.

## Życiorys

### W Polsce
Syn Adama Nagórskiego pochodzącego z rodu pieczętującego się herbem Pilawa i Walentyny z Kietlińskich. Studiował prawo na Cesarskim Uniwersytecie Warszawskim, a następnie kontynuował w Odessie i Zurychu, gdzie w 1907 uzyskał stopień doktora prawa.
W 1913 wraz z Karolem Lutostańskim, Szymonem Rundsteinem i Stanisławem Posnerem był współzałożycielem czasopisma „Themis Polska”.
Od października 1918 wykładał postępowanie sądowe cywilne na Uniwersytecie Warszawskim, od 1919 do 1922 był zastępcą profesora. Pracował również jako radca prawny w Powszechnym Banku Związkowym, a także pełnił funkcję dziekana Warszawskiej Rady Adwokackiej (był ostatnim dziekanem przed wybuchem II wojny światowej). Poza pracą wykładowcy akademickiego uczestniczył w pracach licznych komisji doradczych w Ministerstwie Rolnictwa i Reform Rolnych, Ministerstwa Finansów oraz w rządowej komisji polskiego prawa cywilnego. Jego felietony, porady oraz wykładnię prawa publikowano na łamach Themis Polska oraz kwartalnika Przegląd Prawa Cywilnego.

### Pobyt w Wielkiej Brytanii
Po wybuchu II wojny światowej i powstaniu polskiego rządu na uchodźstwie Prezydent RP mianował Zygmunta Nagórskiego wiceprezesem Najwyższej Izby Kontroli w zakresie audytu, do zadań tej instytucji należał m.in. nadzór nad wydatkami kancelarii premiera i weryfikacja nakładów przeznaczanych na utrzymanie Polskich Sił Zbrojnych w Wielkiej Brytanii. Od 1940 był wykładowcą prawa cywilnego na Uniwersytecie w Oxfordzie, prowadził konsultacje w zakresie prawa zagranicznego i międzynarodowego. Działał w Kongresie Europejskim dla Jedności Europy Środkowej, a także w organizacjach zajmujących się w okresie powojennym statusem uchodźców planujących stałe osadnictwo w Wielkiej Brytanii. Uczestniczył w pracach dotyczących przywrócenia stabilności politycznej oraz pozwalających intelektualistom przebywającym na uchodźstwie na wykorzystanie potencjału zawodowego. Ponadto był zaangażowany w powstanie w 1946 tzw. „Międzynarodówki Belgradzkiej” czyli Ośrodka Informacji dla DP w Europie, był także czynnym członkiem zamiejscowym Polskiego Towarzystwa Naukowego na Obczyźnie.

### W Stanach Zjednoczonych
W 1951 podjął decyzję o dołączeniu do syna, który w 1948 wyemigrował do Stanów Zjednoczonych i zamieszkał w Nowego Jorku. Otworzył tam praktykę prawniczą oraz działał w polskich organizacjach kulturalnych m.in. w Klubie Rotariańskim, Polskim Instytucie Sztuki i Nauki, gdzie pełnił funkcję dyrektora oraz w Polskim Towarzystwie Prawniczym, gdzie był do 1971 prezesem. Równolegle do pracy zawodowej i aktywności społecznej pisał prace dotyczące prawa oraz książki tematycznie związane z okresem II wojny światowej. W 1969 otrzymał tytuł doctora honoris causa Polskiego Uniwersytetu na Obczyźnie.

## Archiwum Zygmunta Nagórskiego
Zygmunt Nagórski pozostawił potężne archiwum („Zygmunt Nagorski papers”), które w 1969 uporządkował tworząc kolekcję dokumentów stanowiąca dowód jego intelektualnego i naukowego dorobku. Składają się na nie dokumenty, pisma, korespondencja, notatki, brudnopisy przemówień i oficjalnych not związanych z jego karierą prawniczą zgromadzone pomiędzy 1920 a 1969 rokiem. Największą część stanowią materiały powstałe po II wojnie światowej, w których odzwierciedla się uczestnictwo Zygmunta Nagórskiego w licznych organizacjach polonijnych, działalność edukacyjna oraz pewna część życia osobistego. Całość składa się z ośmiu części, większość z nich powstała w języku polskim. Spis zawartości obejmuje dziesięć stron.
- Część I.

Korespondencja z lat 1939–1970 podzielona na prywatną i zawodową. W prywatnej znajdują się listy do Zygmunta Nagórskiego i jego żony Marii, wiele z nich to listy od syna, który wcześniej przeniósł się z Wielkiej Brytanii do Stanów Zjednoczonych. Korespondencja zawodowa jest ułożona alfabetycznie, poza tematyka prawną często poruszanym tematem są przeżycia z okresu wojny, początkowo opisywane na bieżącą, a następnie jako wspomnienia.
- Część II.

Pisma i przemówienia z lat 1920–1968 związane z tematyką polityczną i gospodarczą m.in. teksty przemówień radiowych, artykuły prasowe, recenzje i notatki. Większość materiału w tej części została napisana w języku polskim.
- Część III

Materiały i pisma prawnicze z lat 1924–1969. Zygmunt Nagórski podzielił je na trzy grupy, pierwsza związana z organizacjami w które był zaangażowany, druga grupa dotyczy kodeksu cywilnego i przepisów prawnych a trzecia pism i druków dotyczących prawa.
- Część IV.

Dokumenty, pisma i materiały o treści związanej z sytuacją polityczną w Europie pomiędzy 1940 a 1964. W swoich materiałach Zygmunt Nagórski porusza kwestię ewentualnych reparacji wojennych ze strony Niemiec, których beneficjentem powinna być Polska oraz Polacy. Znajdują się tam również materiały o sytuacji politycznej w powojennej Polsce, światowej polityce świata wobec RFN, kwestie prawa międzynarodowego oraz następstwa konferencji w Dumbarton Oaks. Całość uzupełnia korespondencja, pisma, wycinki z prasy.
- Część V.

Dokumenty związane z członkostwem w organizacjach z lat 1941–1965. Zygmunt Nagórski zawarł w tej części pisma, protokoły, korespondencję, notatki i sprawozdania dotyczące rozwoju europejskich i międzynarodowych organizacji związanych z odbudową Europy i stanowiących forum do badań i dyskusji o problemach. Materiały są ułożone chronologicznie, zostały przygotowane w języku polskim i angielskim.
- Część VI.

Materiały dotyczące Polskiego Instytutu Sztuki i Nauki (Polish Institute for Arts And Scienes) z lat 1951–1968. Do zawartości należą regulaminy, listy członkowskie, protokoły, raporty i sprawozdania, materiały organizacyjne i dotyczące funkcjonowania Instytutu.
- Część VII.

Materiały osobiste zawierające wycinki prasowe, dokumenty biograficzne, imigracyjne, fotografie rodzinne i inne materiały dotyczące rodziny Nagórskich.
- Część VIII.

Materiały prasowe, które dotyczą tematów, którymi interesował się Zygmunt Nagórski. Ponieważ zbiór jest dość różnorodny, może stanowić  kanwę do badań nad życiem twórcy archiwum.

## Życie prywatne
Ojciec prawnika Zygmunta Nagórskiego, brat architekta Juliusza Nagórskiego.